# Painel da Relíquia (Painéis de São Vicente de Fora)
O Painel da Relíquia é um dos seis painéis que constituem o políptico designado por Painéis de São Vicente de Fora, cuja autoria é geralmente atribuída a Nuno Gonçalves, sendo o primeiro painel do políptico a contar do lado direito. Dos seis painéis, este é o painel com menos personagens representados, sendo cinco ao todo.
Inicialmente este painel esteva ligado ao Painel dos Frades, porém, quando do restauro da obra em 1909 por Luciano Freire, os dois painéis foram separados.
Para além da sua singularidade relativamente à época em que foi criado e no contexto europeu, o carácter ainda não completamente esclarecido quanto à sua origem e significado conferem aos Painéis de São Vicente de Fora, de que Painel da Relíquia é parte integrante, desde há um século, o estatuto de peça central na história da arte portuguesa.

## Descrição
Em primeiro plano está uma personagem envolto num amplo manto e capa carmim e que mostra, sobre um pano de veludo verde escuro com berloques nos cantos, o que parece ser uma relíquia, e daí o título desta pintura. Atrás deste, de pé, está outro personagem que veste um manto escuro e ostentando no peito o que parece ser uma estrela com seis pontas, tendo nas mãos, aberto, um livro escrito em caracteres indeterminados. Ao lado deste está o que parece ser um mendigo, e, em plano mais recuado, à esquerda e posto ao alto, um caixa aberta de madeira qual esquife. Em último plano, à direita, estão dois clérigos usando sobrepeliz.
A figura principal destaca-se pela intensidade do vermelho da túnica que o envolve. Estando a relíquia apresentada sobre um pano verde o contraste entre as cores remete para a mesma relação cromática do painel central. A fisionomia e a constituição da figura fazem lembrar a de alguns quadros de Van Eyck, como a do canónico Van der Perle.
As duas figuras com uma expressão sisuda têm vestidas casulas brancas, que a par do painel adjacente, se harmonizam com o branco das túnicas dos frades do primeiro painel da esquerda.
Na interpretação da Veneração ao Infante Santo e aos seus companheiros de martírio, este painel é o sexto e último “VI. Os milagres do Infante (pós 1443)”. Representa o epílogo da história do Infante Santo através dos elementos associados aos seus milagres ocorridos após a sua morte. Contem, a partir da frente: João Álvares, secretário do Infante e autor da Crónica, identificado pelo seu traje vermelho de tabelião do paço. Resgatado por D. Pedro, trouxe a relíquia (as entranhas do Infante) para Portugal em 1448, presumivelmente dentro de um odre (representação da relíquia), originando a devoção dos Portugueses. João de Luna, homem do forno, servidor que transportou o corpo do Infante num caixão para ser pendurado nas ameias de Fez, onde originaria vários milagres. O judeu Mestre José, era o elemento de ligação entre a corte portuguesa e os cativos. Foi este judeu que foi trazendo os escritos de João Álvares que este usou mais tarde para escrever a sua Crónica, permitindo que o martírio do Infante ficasse conhecido. Os dois religiosos gémeos no tardoz (um doente e outro são) representam a cura de um religioso, descrita na Crónica, por interferência milagrosa do Infante Santo (youtube Novos Painéis de S. Vicente livro).

### A relíquia
O objecto que surge sobre o pano verde tem uma forma imprecisa, mas um significado imediato enquanto relíquia. O problema consiste em identificar o que parece ser um fragmento de anatomia humana, mas que não se assemelha de forma inequívoca a qualquer osso ou víscera. A possibilidade de se tratar de osso craniano deriva do aspecto rígido e côncavo, mas o desenho das suturas do crânio humano é muito diferente dos compridos filamentos que se vêem nas pontas do objecto.
Dagoberto Markl defende também a tese de que o fragmento apresentado como Relíquia é um fragmento ósseo do crânio. Refere que Jaime Cortesão consultou em 1926 um professor de anatomia que identificou o objecto como sendo uma estrutura óssea. E cita também que José de Figueiredo em 1926 afirmou que a relíquia é indiscutivelmente um osso parietal o que foi comprovado por todos os médicos que a tinham visto.
O que se pode salientar, pela forma cerimoniosa como é exibido sobre o pano verde, é o carácter de relíquia do objecto, sendo que o verdadeiro problema da interpretação do painel é a proximidade e destaque entre uma relíquia presumivelmente cristã e um livro possivelmente hebraico, exibidos de forma tão semelhante na direcção do observador. Segundo S. Marques, ainda que a figura de veste escura não fosse judaica, a apresentação, lado a lado, de uma relíquia e de um livro ilegível, são, pela sua invulgaridade, mais um indício de presença de um enigma no painel.

### O livro
O livro aberto apresenta caracteres fantasistas que não pertencem a nenhum alfabeto conhecido, podendo, ou não, constituir uma mensagem codificada do autor, e que poderia ser uma excelente pista para a compreensão da natureza do Políptico. Um livro com caracteres uniformes mas desconhecidos, não sendo português, nem latim, nem hebraico, nem árabe. Mas a ilegibilidade do livro não é devida a retoques ou alterações, dado que a escrita, sendo ilegível, é no seu todo uniforme.

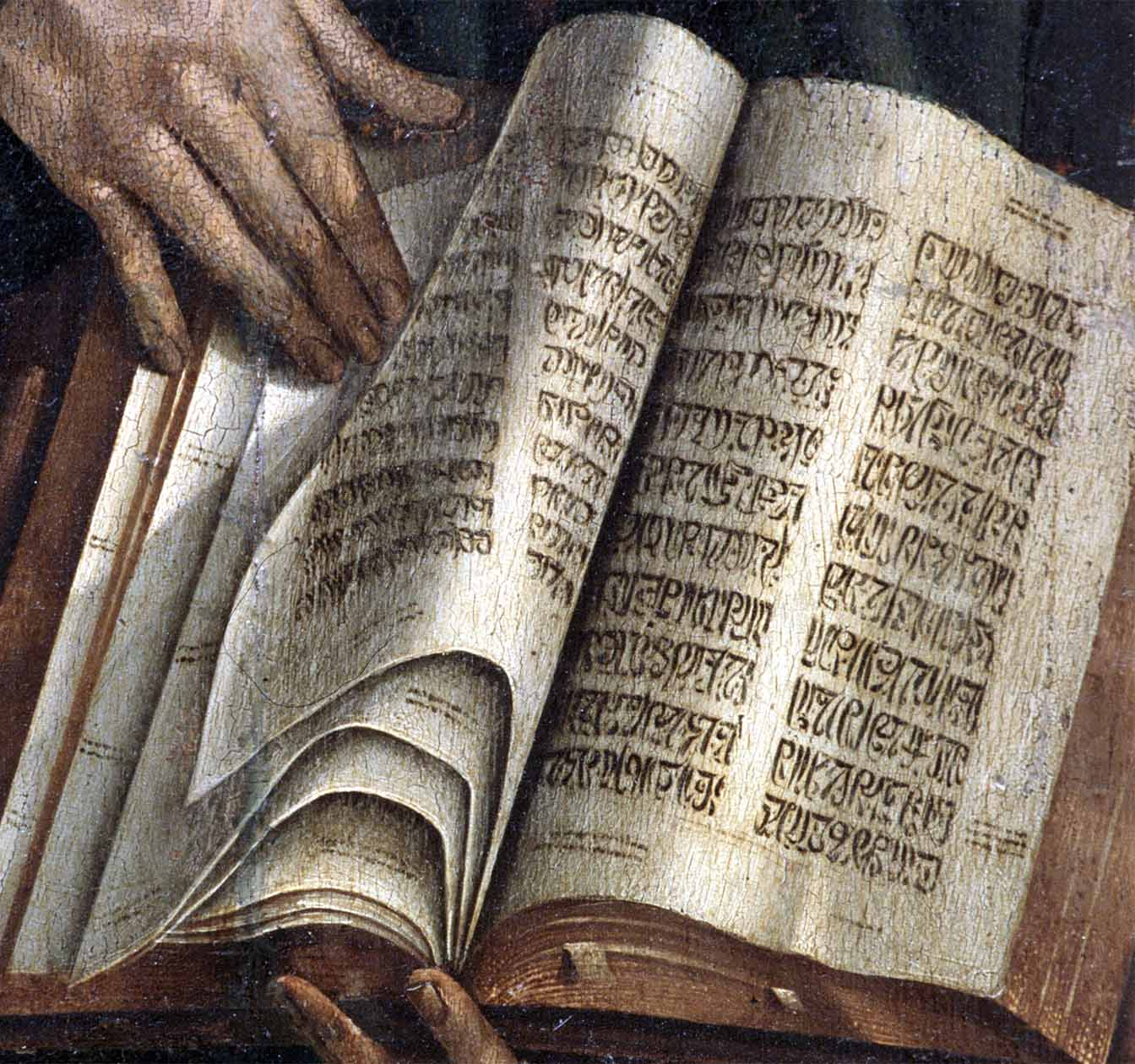
Detalhe do Painel da Relíquia, com a imagem do livro com caracteres pretensamente hebraicos

O livro encontra-se nas mãos de uma figura com aspecto severo e que tem um sinal vermelho de seis pontas na frente da sua veste, e cujo gesto de folhear o livro, na hipótese de o livro estar virado para o "espectador", mostra que as páginas se voltam da esquerda para a direita, isto é, no sentido contrário ao da escrita latina, sendo admissível na leitura hebraica ou árabe.
A conotação judaica não é dada só pela forma como as páginas são voltadas, mas também pelos caracteres ilegíveis que poderiam sugerir a escrita hebraica aos olhos dos não conhecedores, como se o objectivo fosse apenas indicar que se trata de um livro hebraico, e não um qualquer trecho específico. A figuração de comentários ao longo das margens também é compatível com a prática talmúdica de interpretação e comentário da escritura.

### O sinal de seis pontas
O sinal vermelho é uma espécie de asterisco de seis pontas, não se tratando exactamente de uma estrela de David. No entanto, o uso da estrela de seis pontas no seu formato actual como símbolo do Judaísmo é relativamente recente, sendo perfeitamente admissível que diferentes formas baseadas no número seis tenham existido. Quando os painéis foram encontrados, o sinal tinha dez pontas em vez de seis, tendo Luciano Freire concluído durante o restauro que quatro pontas tinham sido acrescentadas a um conjunto de seis anteriores. O disfarce do símbolo original entende-se no ambiente anti-judaico vigente a partir de épocas posteriores à da criação dos painéis, que pode ter levado ao disfarce de um elemento fortemente sugestivo do carácter judaico da personagem.
As hipóteses de se ter tratado inicialmente de uma cruz de S. André (em forma de X), ou a pura ausência inicial do sinal, são inverosímeis, porque pressupõem não haver algum motivo para alteração. Por que razão disfarçar uma cruz que fosse perfeitamente admíssivel ou, ainda mais, criar um enigma sem sentido a partir do nada que não necessitasse de correcção?
Uma indicação de que o sinal de seis pontas é genuíno como caracterização judaica do personagem encontra-se nas Ordenações Afonsinas (livro II, título 86) onde a lei joanina de 1429 fixa o uso de «sinais vermelhos de seis pernas cada um, no peito, acima da boca do estômago» para os judeus que «não traziam sinais quais deviam trazer, e esses que traziam eram tão pequenos que se não pareciam, e outros os traziam de duas e três pernas e mais não». A correspondência da cor e da posição do sinal na veste parece garantir também a genuína antiguidade nos painéis.

### Caixa ou caixão?
S. Marques afirma que a caixa é demasiado estreita para caixão e as barras escuras transversais que se observam no seu fundo são de difícil interpretação como a sombra nos lados do fundo contribuem para criar uma impressão de degraus o que não pode ser casual.
Por outro lado, as tábuas laterais da caixa, em vez de terminarem na tábua de topo, prolongam-se para além dela e para fora da pintura, reforçando a sugestão ascensional. Qual a justificação para o pintor não pintar uma tábua lógica e sim uma tábua (quase surrealista) com um prolongamento totalmente descabido?
Ainda para este estudioso, se o pintor utilizou repetidamente os limites dos painéis para veicular informação disfarçada, considera absurda a leitura literal do objecto como caixão, pois não existem caixões com fundos às escadinhas e com tábuas laterais que o carpinteiro se esqueceu de serrar, sugerindo uma interpretação simbólica do objecto.

### Uma vara ou duas?
Para S. Marques o que o carregador/caminhante segura não é apenas uma vara, mas sim duas,
o que para ele indicia a existência de um enigma sugerindo a seguinte mensagem: «O que parece único é dual».
O exame atento mostra que não existe vara entre as duas mãos, estando uma das mãos colocada de tal forma que impediria o hipotético prolongamento da vara que segura. Refere este estudioso que pelo exame de infravermelhos a todo o Painel da Relíquia a única alteração visível do desenho preliminar das figuras consistiu precisamente na posição das mãos que seguram as duas varas, e apenas o espaço que as separa aparece modificado. Na versão preliminar, as duas mãos cruzavam-se ocultando o espaço, e na versão definitiva as mãos separam-se, mostrando subtilmente a separação das varas.

## Interpretação
O jornalista António Salvador Marques procede a uma análise dos vários símbolos desta pintura, bem como dos restantes Painéis de S. Vicente concordando com o seu estatuto de obra única e quase mítica. O Painel da Relíquia representaria o estádio final de um percurso com início no espaço escuro do Painel dos Frades. Para ele, o génio de um inventor de enigmas manifesta-se na habilidade em sobrepor sentidos com economia de meios, sendo o percurso enigmático concluído com um pobre caminhante exausto, mas armado, segundo ele, com o estoicismo dos santos, com o ânimo dos profetas, e a solução do enigma: "o que parece único é dual".
Ainda para S. Marques, para além da simbologia intrínseca dos objectos, importante também é a forma como eles são exibidos. Enquanto o livro do Painel do Infante é legível do exterior da pintura, mas é mostrado a uma das figuras presentes nesse painel, o livro do judeu não tem leitores dentro da pintura e destina-se apenas a ser exibido para o exterior.
O mesmo se pode dizer da Relíquia. O único alvo possível das atitudes das figuras vestidas de vermelho e negro é alguém situado fora da pintura, o que remete também para a figura prostrada do Painel dos Pescadores que reza igualmente para fora dela, e não na direcção de algum hipotético objecto central de veneração nos painéis maiores. Embora em todo o Políptico haja diversas figuras que olham na nossa direcção, apenas nestes dois painéis – o da Relíquia e o dos Pescadores – parecem existir figuras agindo na direcção do exterior.
Conclui S. Marques que a terceira figura do Painel da Relíquia parece concebida para transmitir alguma ideia exemplar. O seu aspecto humilde, e a circunstância de carregar um fardo, ainda que esse fardo seja algo estranho, parece traduzir mais uma intenção moral do que uma simples cena realista. Se a caixa vazia se destinasse aos ossos de S. Vicente, ou de algum dos seus émulos, como se costuma pretender, como explicar o aspecto da figura que a transporta?

## História
Com base numa datação que situa a obra na época do rei D. Afonso V (1448-81) e a partir do testemunho do humanista Francisco de Holanda (1548), José de Figueiredo, na sua obra de 1910 O pintor Nuno Gonçalves, atribuiu os painéis a Nuno Gonçalves e propôs a sua identificação com sendo o retábulo quatrocentista de S. Vicente da Sé de Lisboa. Figueiredo propôs uma leitura da obra centrada no culto de S. Vicente enquanto figura inspiradora das conquistas marroquinas encaradas como cruzada contra os infiéis.
O Políptico pertenceu no século XVIII à Mitra Patriarcal e foi descoberto em 1882 no Paço de S. Vicente de Fora. Os Painéis foram transferidos para a Academia Real de Belas Artes de Lisboa, em Abril de 1909, a fim de serem restauradas por Luciano Freire. Após o restauro, os Painéis estiveram expostos na mesma Academia a partir de 7 de Maio de 1910. Após a proclamação da República, os Painéis foram incorporados no património do Estado e, em 24 de Março de 1912, efectuou-se a sua apresentação no Museu Nacional de Arte Antiga.
Foi também José de Figueiredo quem atribuiu os títulos aos diferentes painéis pelos quais ainda hoje continuam a ser designados. Mas desde o estudo de Figueiredo estabeleceu-se, até à actualidade, uma enorme polémica sobre todos os aspectos do Políptico (iconográficos, históricos, estéticos, etc) suscitando uma vasta bibliografia com múltiplas teses interpretativas, globais ou de pormenor.